# Teorie hranice

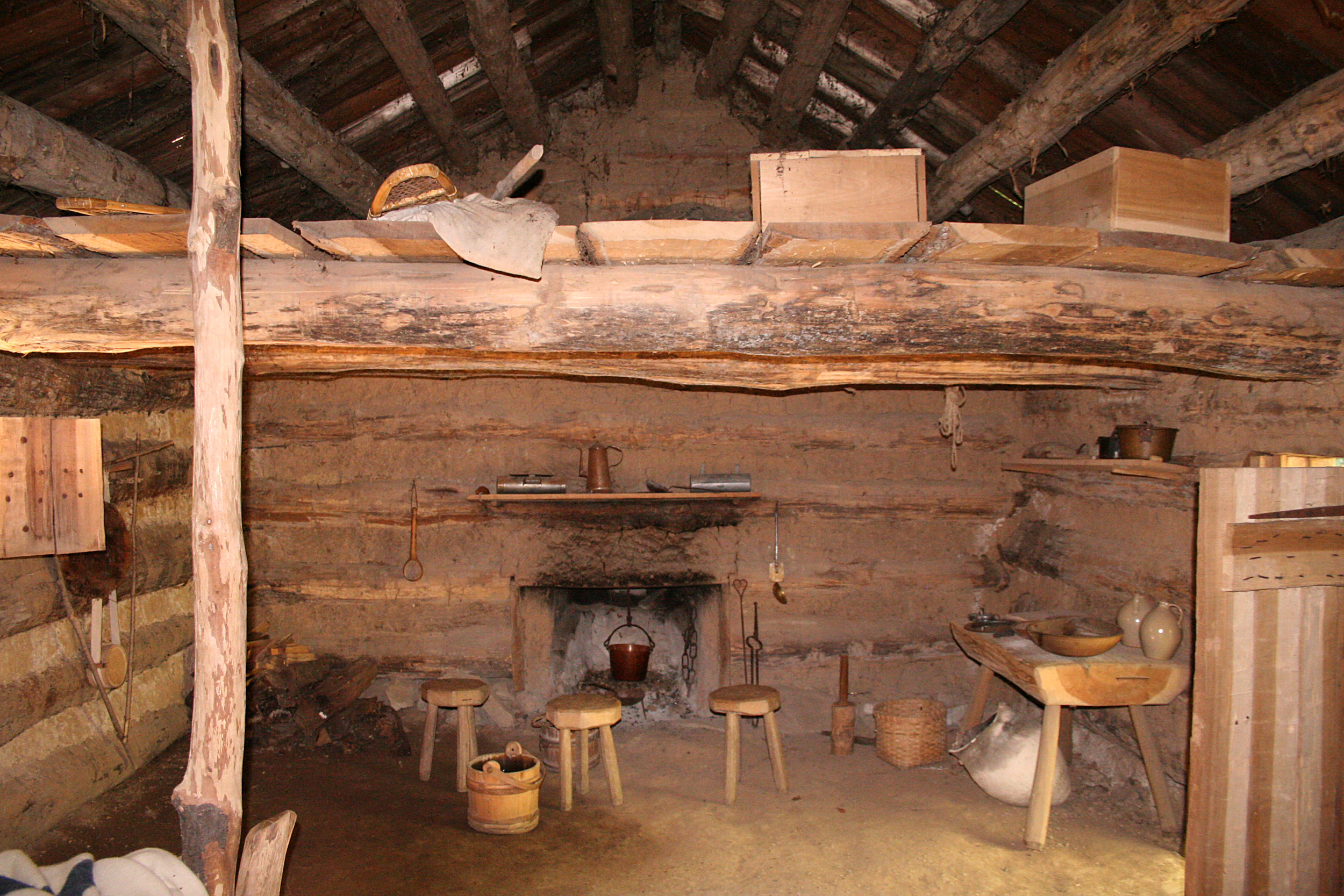
Chata v prérii

Teorie hranice (angl. Frontier Thesis) je teorie zformulovaná americkým historikem Frederickem J. Turnerem, podle níž se „typické povahové vlastnosti“ amerického národa utvořily v americkém pohraničí, to jest na Divokém západě.

## Hlavní teze
V roce 1893 v Chicagu na sjezdu Americké dějepisné společnosti spojeném s oslavami 400 let objevení Ameriky mladý historik z Wisconsinské univerzity, F. J. Turner, přečetl svůj nejvýznamnější esej Význam hranice v amerických dějinách (angl. The Significance of the Frontier in American History), který obsahoval následující myšlenky:
- Svobodná země, též neosídlená země (angl. free land), její existence a neustálé posouvání její hranice na Západ postupným osídlováním vysvětlují americký rozvoj a národní povahu (jako např. agresivitu, vynalézavost, svobodomyslnost, demokratičnost atd.).
- Hranice poskytuje prostor, novou příležitost a únik z pout minulosti.
- Hranice je oblast nejrychlejší a nejefektivnější amerikanizace: je to místo, které z evropského kolonisty svlékne jeho evropskou minulost, srazí ho na úroveň divocha a v každodenním boji o přežití z něj vychová svobodného člověka.
- Nejdůležitějším produktem drsných podmínek hranice je individualismus a individualismus hraničářů posiluje demokracii, protože demokracie se rodí ze svobodné země.
- Neustálé posunování hranice (to jest: vytváření nových příležitostí) mělo za následek vymaňování USA z evropského vlivu a vzrůst americké nezávislosti.
- Území USA je jako obrovská stránka lidských dějin a od Západu na Východ jsou na něm zachyceny jednotlivé fáze vývoje lidské společnosti: nejprve divocí Indiáni a lovci; pak přicházejí průkopníci civilizace – obchodníci; nastupuje pastevecký způsob obživy (kovbojové) a posléze usedlé zemědělské komunity; nakonec vznikají města a továrny.
- Nyní, 400 let po objevení Ameriky, hranice zmizela (the frontier had disappeared) a tím končí první období americké historie.

## Původ teorie
Teorie hranice byla dovršením některých starších myšlenek. Například již filozof Hegel ve své Filosofii dějin vyslovil domněnku, že západní oblast USA zmenšuje hlavní příčiny občanské nespokojenosti, neboť každý, kdo není spokojen s vládou, může odejít na území, kam její moc ještě nesahá. Historik Tocqueville se zase domníval, že Američané vidí sami sebe jako podmanitele přírody a osídlovatele pustin a tato vize je patrná v jednání každého z nich, i když se něčeho takového nikdy neúčastnil.
V roce 1890 americká komise pro sčítání lidu prohlásila, že již nelze určit souvislou hranici mezi osídlenou a neosídlenou oblastí. V téže době zasáhla USA zemědělská krize, za kterou vzápětí následovala všeobecná hospodářská deprese. Ekonom Walker v roce 1892 napsal, že Ameriku čekají dělnické bouře, podobné těm v Evropě, protože už tu není panenská půda, která by Ameriku ochránila před sociálními konflikty tím, že nasytí sociálně slabé. Turner byl též zastáncem darwinismu a fascinován teorií vývoje lidské společnosti v postupných vývojových fázích.

## Ohlas a kritika
Turnerův pohled na americké dějiny se stal velmi populární. Některé jeho eseje se brzy začaly používat při výuce i na jiných univerzitách (Princeton, Chicago, aj.). O Turnera se ucházela vedení předních univerzit a o jeho práce přední vydavatelství. Turner nakonec odešel učit na Harvard a později se stal prezidentem Americké dějepisné společnosti. Kolekce Turnerových esejů pod názvem The Significance of Sections in American History získala v roce 1933 (posmrtně) Pulitzerovu cenu v kategorii historie.
Jeho teorie byla tak rychle přijata zejména proto, že spolu s díly slavných spisovatelů (Cooper, Twain), vytvářela příjemné sebenazírání Američanů a současně posloužila jako argumentace zastáncům imperialismu a expanze s tím, že po vyčerpání vnitřní kolonizace potřebuje Amerika nové příležitosti v zámoří, kde by si vytvořila novou Hranici a nové hraničáře. Nastala tzv. „éra pokroku“ (1900-1917) charakteristická dobýváním nových území (Filipíny, Portoriko, atd.). Vliv teorie hranice tím neskončil: během éry New Dealu se konzervativní politici a byznysmeni často dovolávali dědictví hranice. Také prezident Kennedy ve svých projevech sliboval Američanům „novou hranici“, která otevře Americe nové možnosti (tuto novou hranici měl vytvořit především americký vesmírný program).
Kritika vyčítala Turnerovým esejům vágní a příliš zobecňující formulace, opakování dobových klišé, populismus a sentimentální patriotismus. Dále kritici upozorňují, že „svobodná (neosídlená) země“ je od základu fikcí, neboť v ní žily tisíce Indiánů; že svobodný život v pohraničí byl spíše důsledkem než příčinou amerického liberalismu a demokracie, a že Západ dobývaly a hranice civilizace posunovaly zejména velké železniční společnosti se sídlem na atlantickém pobřeží USA, nikoliv osadníci, a dokonce i hrdinové westernové mytologie, kovbojové, byli vlastně zaměstnanci společností mnohdy ovládaných evropským kapitálem. Tyto kritické hlasy ovšem byly v americké společnosti převážně přehlíženy.